# Powiat starokonstantynowski
Powiat starokonstantynowski dawny powiat zajmujący południowo-zachodnią część guberni wołyńskiej Imperium Rosyjskiego. Najmniejszy z powiatów tej guberni. Siedziba powiatu była w Starokonstantynowie.
W 1890 siedzibami gmin powiatu były:

1. Awratyn
2. Bahłaje(inne języki)
3. Bazalia
4. Czernielówka
5. Kołki
6. Krasiłów
7. Kulczyny
8. Kupiel
9. Monaczyn
10. Reszniówka
11. Skoworodki
12. Starokonstantynów
13. Teofipol
14. Wołoczyska